# Cane senza pelo ecuadoriano
L’Ecuadorian Hairless Dog (in spagnolo: perro calvo dorado Ecuatoriano) è una razza di cane senza pelo originaria della penisola di Santa Elena in Ecuador. Essa è considerata la più rara tra le razze di cani senza pelo.
Questa razza è caratterizzata da una quasi totale assenza di peli sul corpo e sulla testa; una delle curiosità del cane senza pelo ecuadoriano è l'assenza di denti premolari.
L'Ecuadorian Hairless Dog è un discendente del Peruvian Inca Orchid; avendo le sue origini nel paese vicino, non è considerata una razza ufficiale, ma solo una variante della razza peruviana, rappresentata nell'arte precolombiana Inca dal 300 aC. 
Esistono numerose statuette provenienti dalla Valdivia che dimostrano un addomesticamento di questi animali già nel 4500 aC. Il cane dorato calvo dell'Ecuador si differenzia dal cane senza pelo del Perù, perché l'Ecuadoriano ha una coda più corta e non ha i premolari; quello dorato è diverso anche per il suo mantello che si trasforma in oro durante il tramonto.
Durante il periodo spagnolo, il suo numero fu notevolmente ridotto. Ora è limitato alla costa del Golfo di Guayaquil ed è una delle razze canine più rare al mondo.